# Falukorv

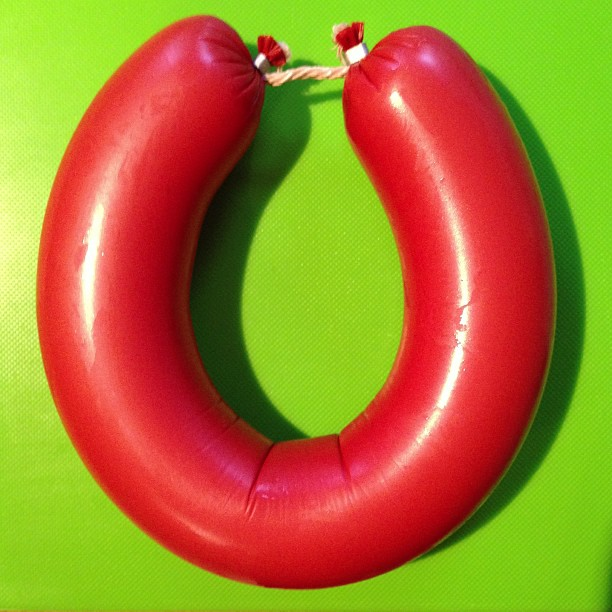
Točená falunská uzenka

Falukorv je typická švédská uzenka. Podobná je německému salámu Lyoner, případně trošku i českému točenému salámu. Jí se nahrubo nakrájená na chleba, s těstovinami, k bramborové kaši nebo jako „Korv Stroganoff“.

## Historie
Vznikla v 16.–17. století ve švédském hornickém městě Falunu, kdy bylo v dolech zaměstnáno mnoho Němců. Zřejmě od nich pochází nápad na zpracování masa z porážek velkého množství hovězího dobytka, nezbytných pro získávání kůží, z kterých se zhotovovala lana pro práci v dolech (na 150metrové lano padlo až 200 volů). V 70. letech 19. století starou tradici využil řezník Anders Olsson, recepturu doplnil o vepřové, případně telecí maso a založil prosperující firmu Melkers, která zkrachovala až v roce 2021. Název Falukorv se prvně objevil v roce 1889.

## Složení
Uzené vepřové a hovězí nebo telecí maso, bramborový škrob, cibule, sůl a jemné koření. Minimální obsah masa je 40 %, ale většina produktů obsahuje významně více. Obsah tuku je limitován na 23 %. Průměr je kolem 5 cm.
Od roku 1973 je chráněnou značkou ve Švédsku, v roce 2001 došlo k zápisu do rejstříku zaručených tradičních specialit EU – Falukorv (ZTS) (Traditional Speciality Guaranteed - TSG). Produkce je možná na celém území Švédska.